# 妻子變成小學生。
《妻子變成小學生。》是村田椰融所創作的日本漫畫，原為於《週刊漫畫TIMES》2018年5月11、18日合併號刊載的單篇漫畫，其後於同雜誌2018年8月10日號起開始連載。
改編電視連續劇由2022年1月21日至3月25日於TBS電視網的週五連續劇（金十）時段播出，堤真一主演。
2024年10月6日開始播放電視動畫。

## 故事大綱
自從十年前失去了愛妻貴惠，新島圭介與女兒麻衣一直處在低潮之中。某天，一位自稱是貴惠轉世的小學生白石萬理華到訪了新島家。就這樣，新島家與貴惠不為人知的再續前緣就這樣開始了。此外，萬理華和今世母親似乎有著家庭問題。

## 登场角色
新岛圭介（聲：平川大輔）
本作主人公之一。十分爱惜妻子，在妻子离世后犹如行尸走肉般度过十年时光，直到妻子以“转世”的万理华身份出现后才恢复生气。曾经执着于等万理华成年后重新迎娶妻子并留下约定书。
在“万理华”一次重新恢复原来的万理华后又再变回贵惠时意识到事情并不单纯，在第10卷扫妻子墓并与墓地住持讨论中确认妻子并非转世而是附身，是由于妻子对家庭的挂念加上万理华对家庭失望的机缘巧合下，使贵惠依附在万理华身上，当贵惠的挂念完满的话就会从万理华身上消失。在回顾自己的过去后，意识到自己的不振作才导致贵惠的“归来”，最终决定改变自己，使贵惠能安心离去而不会打扰万理华的人生。
新岛贵惠 / 白石万理华（聲：悠木碧）
圭介的妻子。死前40岁左右。性格善良率直，也同样疼爱丈夫。故事开始时的十年前因车祸身亡，故事开始时以小学生白石万理华的身份经过以前的新岛家时突然复苏记忆，并与新岛家相认。之后凭着自身的人生经历，帮助父女走出自己逝世的哀痛，帮助万理华的亲生母亲走出家庭经营失败的困境。
在故事开始一年后的一次新岛家全家外出旅行后，突然恢复了万理华的记忆，直到看见与圭介的约定书再次恢复贵惠的记忆。在与畅销小说作家出云凛音的交流后，两人确认他们都是由于死前的挂念而得以附身于别人“重生”。在意识到附身的原因（对家庭的挂念）后，也做好了打理新岛家的后事后安然离去的心态。
作为贵惠时，能写得一手好书法字。作为万理华时，擅长画画，由于家庭原因，性格偏向内向软弱，由于母亲的长期怨怒，导致对家庭失望，而恰好能被眷念家庭的贵惠得以附身。
新岛麻衣（聲：野村麻衣子）
圭介和贵惠的女儿。大约20岁。容貌和贵惠一样漂亮。在母亲死后并从职业高中毕业后，一直待在家中，直到“母亲”的归来才得以振作，开始找到工作，并在工作中找到人生伴侣爱川莲司，即将步入婚姻殿堂。在“母亲”的教导下继承了母亲的烹饪手艺。十分珍惜母亲的“归来”。
守屋好美（聲：岡崎加奈）
圭介的同事。对圭介有好感，经常准备午餐便当给圭介。曾经向圭介求婚，但圭介基于妻子的缘故而拒绝。在知道万理华（贵惠）的情况后，也曾质疑过贵惠是否太私心。
白石千嘉（聲：小島幸子）
白石万理华的亲生母亲。与丈夫离异，由于自己父母和自己的婚姻失败，导致对维持家庭的态度十分失落，不能善待女儿万理华。在贵惠依附万理华时，贵惠主动改善了母亲周遭的人际关系，使其重新重视了家庭的维持，与女儿的关系恢复友善。
偶然发现女儿和新岛家在一起时，新岛家虽然之后解释了缘由，但对此半信半疑，直到万理华第一次恢复后察觉到女儿过往的变化，才确信女儿身份的变化，也允许女儿和新岛家的来往。
爱川莲司（聲：岩中睦樹）
原本是麻衣的商业顾客，麻衣教过蓮司很多电脑上的技能。有一个因意外坠海失踪的女性朋友，并等了8年。对麻衣有好感，很快就向麻衣求婚并准备迎娶。
出云凛音
畅销小说《与你再会》的初中生作家，同样是附身者，生前是一名30多岁单身高中老师，有写小说的爱好并被一名女学生告白过。在一次交通事故身亡后，附身在一名被欺凌而对生活失望的初中生身上，直到看到一本生前喜欢的小说才复苏记忆。为了达成生前的心愿而将生前的经历改写成小说《与你再会》，作品得到巨大反响（曾被改编成电影）后曾因此满足而消失，直到被附身者看到女学生作为小说书迷的留言后再次回归，仍对女学生有留恋之意。
贵惠在察觉小说内容后，与凛音相约会面，两人交换了对留恋和附身的观点，凛音曾表达要将两人附身的经历写成作品宣传，甚至公开自身的附身经历，被贵惠反对而不欢而散。

## 出版書籍
| 卷數 | 芳文社         | 芳文社                 | 東立出版社     | 東立出版社             |
| 卷數 | 發售日期       | ISBN                   | 發售日期       | ISBN                   |
| ---- | -------------- | ---------------------- | -------------- | ---------------------- |
| 1    | 2019年4月16日  | ISBN 978-4-8322-3671-4 | 2019年12月19日 | ISBN 978-957-26-4310-5 |
| 2    | 2019年6月13日  | ISBN 978-4-8322-3681-3 | 2021年2月1日   | ISBN 978-957-26-4311-2 |
| 3    | 2019年10月16日 | ISBN 978-4-8322-3698-1 | 2022年4月28日  | ISBN 978-957-26-4312-9 |
| 4    | 2020年2月14日  | ISBN 978-4-8322-3714-8 |                |                        |
| 5    | 2020年6月16日  | ISBN 978-4-8322-3748-3 |                |                        |
| 6    | 2020年10月15日 | ISBN 978-4-8322-3773-5 |                |                        |
| 7    | 2021年2月16日  | ISBN 978-4-8322-3804-6 |                |                        |
| 8    | 2021年7月15日  | ISBN 978-4-8322-3842-8 |                |                        |
| 9    | 2022年1月15日  | ISBN 978-4-8322-3884-8 |                |                        |
| 10   | 2022年2月16日  | ISBN 978-4-8322-3893-0 |                |                        |
| 11   | 2022年3月16日  | ISBN 978-4-8322-3901-2 |                |                        |
| 12   | 2022年7月14日  | ISBN 978-4-8322-3929-6 |                |                        |
| 13   | 2022年11月16日 | ISBN 978-4-8322-3953-1 |                |                        |
| 14   | 2023年3月16日  | ISBN 978-4-8322-3977-7 |                |                        |
| 外傳 | 2024年10月16日 | ISBN 978-4-8322-0448-5 |                |                        |

## 迴響
本作在下一部漫畫大獎2019的紙本漫畫類別中獲得第11名。入圍2020年電子漫畫大賞（電子漫畫大獎）（みんなが選ぶ!!電子コミック大賞）男性部門提名名單。

## 電視劇
《妻子變成小學生。》是日本TBS電視台於2022年1月起播出的週五連續劇，由堤真一主演。
2021年9月17日（《週刊漫畫TIMES》2021年10月1、8日合併號發售日），宣佈將獲改編為電視連續劇，定於接下來的冬季首播。11月3日，宣佈電視劇將由2022年1月起於TBS電視網的週五連續劇時段播出。這次是堤真一自2006年《水手服與機關槍》以來，睽違16年再次參演TBS電視台的電視劇。11月26日，公佈多名主要配角的演員。
TBS電視台於2022年1月21日起每週五晚間10點播出。台灣在影音串流平台方面由KKTV、friDay影音於2022年1月22日起每週六更新。有線電視頻道部分，則由緯來日本台於2022年5月2日－5月13日期間，於每週一至週五晚間21:00播出。香港由TVB Plus於2024年10月13日－11月17日期間，於每週六至週日早上10:00播出。

### 登場人物
- 新島圭介：堤真一
- 新島貴惠：石田百合子
- 新島麻衣：蒔田彩珠（童年：大和田稟稟）
- 白石萬理華（轉世貴惠）：每田暖乃
- 白石千嘉：吉田羊[14]
- 守屋好美：森田望智（童年：高松咲空）
- 大師：柳家喬太郎
- 中村：飯塚悟志（東京03）
- 菊池詩織：水谷果穗
- 彌子：小椋梨央
- 愛川蓮司：杉野遙亮（臨時接替原定演員萩原利久演出[15]）
- 副島由之：馬場徹
- 宇田慎一郎：田中俊介
- 出雲凛音：當真Ami
- 古賀友利：神木隆之介

### 製作團隊
- 原作：村田椰融《妻子變成小學生。》（芳文社《週刊漫画TIMES》連載）
- 編劇：大島里美
- 導演：坪井敏雄、山本剛義、大内舞子、加藤尚樹
- 主題曲：優河《灯火》
- 製作人：中井芳彦、益田千愛
- 製作：TBS[14]

### 得獎紀錄
第111回日劇學院賞最佳女配角（每田暖乃）

### 播出日程
| 集數                                                                      | 播出日期 | 日文標題 | 中文標題                       | 導演     | 收視率 | 備註       |
| ------------------------------------------------------------------------- | -------- | -------- | ------------------------------ | -------- | ------ | ---------- |
| 第1話                                                                     | 1月21日  |          | 失去妳的人生，好漫長           | 坪井敏雄 | 7.7%   | 加長15分鐘 |
| 第2話                                                                     | 1月28日  |          | 小學生妻子有個小學生男朋友！？ | 坪井敏雄 | 7.2%   |            |
| 第3話                                                                     | 2月04日  |          | 再一次，對太太求婚             | 山本剛義 | 7.0%   |            |
| 第4話                                                                     | 2月11日  |          | 轉生成小學生的妻子及她的媽媽   | 大內舞子 | 7.2%   |            |
| 第5話                                                                     | 2月18日  |          | 妻子的媽媽知道了妻子的秘密     | 坪井敏雄 | 6.3%   |            |
| 第6話                                                                     | 2月25日  |          | 丈夫的下一場戀愛               | 山本剛義 | 7.4％  |            |
| 第7話                                                                     | 3月04日  |          | 妻子要回娘家                   | 加藤尚樹 | 6.4％  |            |
| 第8話                                                                     | 3月11日  |          | 妻子發現了轉生的真相           | 坪井敏雄 | 7.3%   |            |
| 第9話                                                                     | 3月18日  |          | 貴惠不在了的新島家             | 山本剛義 | 6.4%   |            |
| 第10話                                                                    | 3月25日  |          | 奇蹟的一天                     | 坪井敏雄 | 7.6%   |            |
| 平均收視率 7.1%（收視率由Video Research調查關東地區、家戶的即時統計資料） |          |          |                                |          |        |            |

## 電視動畫
2023年3月16日宣布动画化，2024年10月6日開始播放電視動畫。

### 製作人員（電視動畫）
- 原作：村田椰融
- 導演：阿部記之
- 系列構成、劇本：平林佐和子
- 角色設計：關川成人
- 道具設計：宮川治雄
- 色彩設計：大澤美繪
- 美術設定：林龜太、渡邊匡城
- 美術監督：大久保聰、周霽欣
- 撮影監督：川田哲夫
- 編輯：柳圭介
- 音響監督：三好慶一郎
- 音樂：山崎寬子
- 動畫制作：St.Signpost

### 主題曲
片頭曲
演唱、編曲：pachae，作詞、作曲：音山大亮
片尾曲Hidamari
演唱：Ms.OOJA，作詞：Ms.OOJA、RUNG HYANG、Her0ism，作曲：Her0ism、Ms.OOJA，編曲：龜田誠治

### 各話列表
| 話數     | 標題                   | 分鏡       | 演出       | 作畫監督                                                                   | 總作畫監督 | 首播日期       |
| -------- | ---------------------- | ---------- | ---------- | -------------------------------------------------------------------------- | ---------- | -------------- |
| 第一話   | 家人，再會。           | 阿部記之   | 阿部記之   | 櫻井正明 竹内昭 長橋研太 橋本淳稔                                          | 關川成人   | 2024年 10月6日 |
| 第二話   | 因為，我現在。         | 長井惟杜子 | 長井惟杜子 | Chang Bum Chul Heo Hye Jung Kim Dae Jung Kim Hyeon Ok                      | 櫻井正明   | 10月13日       |
| 第三話   | 往前，踏出一步。       | 福島宏之   | 川西泰二   | Park myoung hun                                                            | 高原修司   | 10月20日       |
| 第四話   | 兩人，交談。           | 森田侑希   | 森田侑希   | 關川成人 高橋航平                                                          | 關川成人   | 10月27日       |
| 第五話   | 母親，與家族。         | 福島宏之   | 松本雅之   | Park myoung hun                                                            | 高原修司   | 11月3日        |
| 第六話   | 想法，彼此摩擦。       | 荻原健     | 荻原健     | Heo Hye Jung Lee Seok Yoon                                                 | 櫻井正明   | 11月10日       |
| 第七話   | 幸福的，預兆。         | 阿部記之   | 二村寧寧   | 竹内昭 長橋研太 橋本淳稔                                                   | 關川成人   | 11月17日       |
| 第八話   | 你，是誰？             | 齊藤       | 齊藤       | Chang Bum Chul Kim Hyeon OK Kim Dae Jung Woo Keum Young                    | 櫻井正明   | 11月24日       |
| 第九話   | 想要傳遞，這份心意。   | 福井希望   | 福井希望   | Park myoung hun                                                            | 高原修司   | 12月1日        |
| 第十話   | 如果，那是請求的話。   | 森田侑希   | 森田侑希   | 關川成人 Park myoung hun 竹內昭 長橋研太 橋本淳稔                          | 關川成人   | 12月8日        |
| 第十一話 | 比任何人，都更加愛你。 | 福島宏之   | 川西泰二   | Heo Hye Jung Lee Seok Yoon                                                 | 樱井正明   | 12月15日       |
| 第十二話 | 將那一瞬間，           | 阿部記之   | 二村寧寧   | 青木真理子 十三 竹內昭 長橋研太 西川真人 橋本淳稔 森山剛史 Park myoung hun | 高原修司   | 12月22日       |

### BD
| 卷數 | 發售日期      | 收錄話數        | 規格編號  |
| ---- | ------------- | --------------- | --------- |
| 1    | 2025年1月29日 | 第1話 - 第2話   | TCBD-1701 |
| 2    | 2025年2月26日 | 第3話 - 第4話   | TCBD-1702 |
| 3    | 2025年3月26日 | 第5話 - 第6話   | TCBD-1703 |
| 4    | 2025年4月30日 | 第7話 - 第8話   | TCBD-1704 |
| 5    | 2025年5月28日 | 第9話 - 第10話  | TCBD-1705 |
| 6    | 2025年6月25日 | 第11話 - 第12話 | TCBD-1706 |

## 外部連結
- 漫畫官方網站（日語）
- 電視動畫官方網站（日語）
- 電視劇官方網站（日語）
- 電視動畫官方的X（前Twitter）（日語）
- 電視劇的X（前Twitter）（日語）
- 電視劇的Instagram帳戶（日語）
- 在Netflix上觀看《妻子變成小學生。》